# 戴恩斯·彼泽森
戴恩斯·彼泽森（丹麥語：Dynes Pedersen，1893年5月26日—1960年12月28日），丹麦男子竞技体操运动员。他曾代表丹麦获得1920年夏季奥运会体操比赛男子团体瑞典式银牌。他于1960年在哥本哈根去世。